# 牧原源一郎

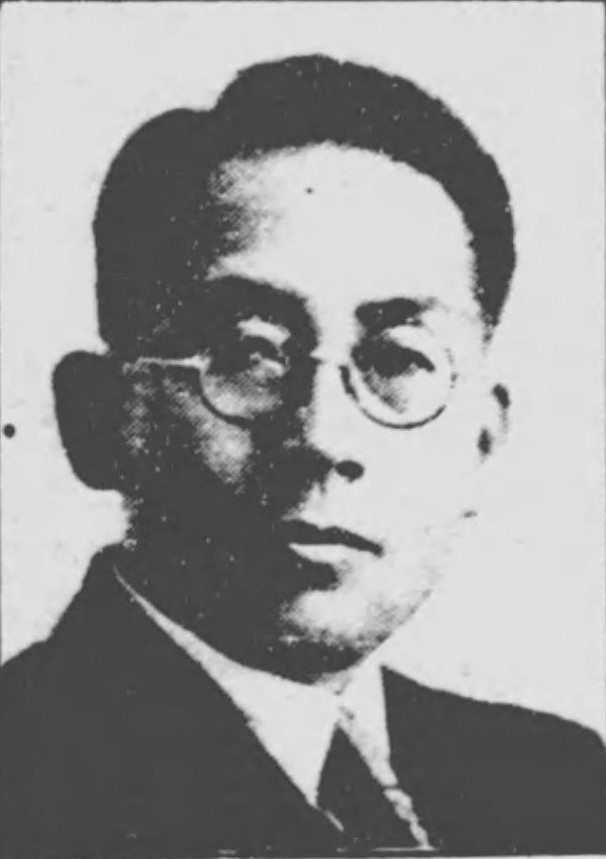
牧原源一郎

牧原 源一郎（まきはら げんいちろう、1897年（明治30年）4月14日 - 1986年（昭和61年）8月3日）は、大正から昭和期の農業経営者、実業家、政治家。衆議院議員、福島県北会津郡荒舘村長、同郡北会津村長。

## 経歴
福島県出身。旧会津藩士の家系、牧原長英の長男として生まれる。1917年（大正6年）福島県立会津中学校（現福島県立会津高等学校）を卒業した。
農業を営む。会津銀行監査役、東邦銀行監査役、保証責任福島県信用販売購買利用組合連合会監事、福島県信用組合連合会幹事、農村協同体建設同盟福島県支部本部長、大政翼賛会福島県支部事務局長、福島県翼賛壮年団副団長などを務めた。
1942年（昭和17年）4月、第21回衆議院議員総選挙に翼賛政治体制協議会の推薦を受け福島県第2区から出馬して当選し、衆議院議員に1期在任した。この間、翼政会政調内務・農林兼務委員などを務めた。戦後、日本進歩党に所属し、福島県農地委員会委員、司法保護委員、福島県地代家賃審査委員などを務めたが、その後、公職追放となった。
公職追放解除後、初代荒舘村長、初代北会津村長、東北商事取締役などを務めた。
1959年(昭和34年)に鶴ヶ城の再建計画を発表し会津若松市の世論が二分した中、昼夜を問わず反対派を説得して回り、全国に会津出身者の賛同者を増やしていき、市議会でわずか１票差で天守閣の再建を可決した会津若松市市長横山武政権の元、収入役・助役を務めた森武は義弟で有る。また、会津若松市市議会議長を務めた星野昇七郎の義弟は森武の娘の夫である。